# 1936년 동계 올림픽
1936년 동계 올림픽(영어: 1936 Winter Olympics, IV Olympic Winter Games, 독일어: Olympische Winterspiele 1936)은 1936년 2월 6일부터 16일까지 독일의 바이에른주 가르미슈파르텐키르헨에서 개최된 제4회 동계 올림픽이다. 독일은 같은 해에 1936년 하계 올림픽을 개최하였다. 같은 국가에서 하계와 동계 올림픽이 동시에 개최 된 것은 1936년이 마지막이었다. 1940년 하계, 동계 올림픽은 일본에서 개최되었지만 취소했다.

## 참가국
1936년 동계 올림픽에는 다음과 같은 국가가 참가하였다. 오스트레일리아, 불가리아, 그리스, 리히텐슈타인, 스페인, 터키 6개국이 처음으로 동계 올림픽에 참가했다.
| \| - 오스트레일리아 (1) - 오스트리아 (60) - 벨기에 (27) - 불가리아 (7) - 캐나다 (29) - 스페인 (6) - 에스토니아 (5) - 핀란드 (19) - 프랑스 (28) - 영국 (38) \| - 독일 (55) (개최국) - 그리스 (1) - 헝가리 (25) - 이탈리아 (40) - 일본 (31) - 라트비아 (26) - 리히텐슈타인 (4) - 룩셈부르크 (4) - 네덜란드 (8) - 노르웨이 (31) \| - 폴란드 (20) - 루마니아 (15) - 스위스 (4) - 스웨덴 (32) - 체코슬로바키아 (48) - 튀르키예 (6) - 미국 (55) - 유고슬라비아 (17) \| | | |
| - 오스트레일리아 (1) - 오스트리아 (60) - 벨기에 (27) - 불가리아 (7) - 캐나다 (29) - 스페인 (6) - 에스토니아 (5) - 핀란드 (19) - 프랑스 (28) - 영국 (38) | - 독일 (55) (개최국) - 그리스 (1) - 헝가리 (25) - 이탈리아 (40) - 일본 (31) - 라트비아 (26) - 리히텐슈타인 (4) - 룩셈부르크 (4) - 네덜란드 (8) - 노르웨이 (31) | - 폴란드 (20) - 루마니아 (15) - 스위스 (4) - 스웨덴 (32) - 체코슬로바키아 (48) - 튀르키예 (6) - 미국 (55) - 유고슬라비아 (17) |

## 개최 종목
| - 노르딕복합 - 봅슬레이 - 스키점프 - 스피드스케이팅 | - 아이스하키 - 알파인스키 - 크로스컨트리 - 피겨스케이팅 |

### 시범 종목
- 밀리터리패트롤
- 아이스스톡

## 메달 집계

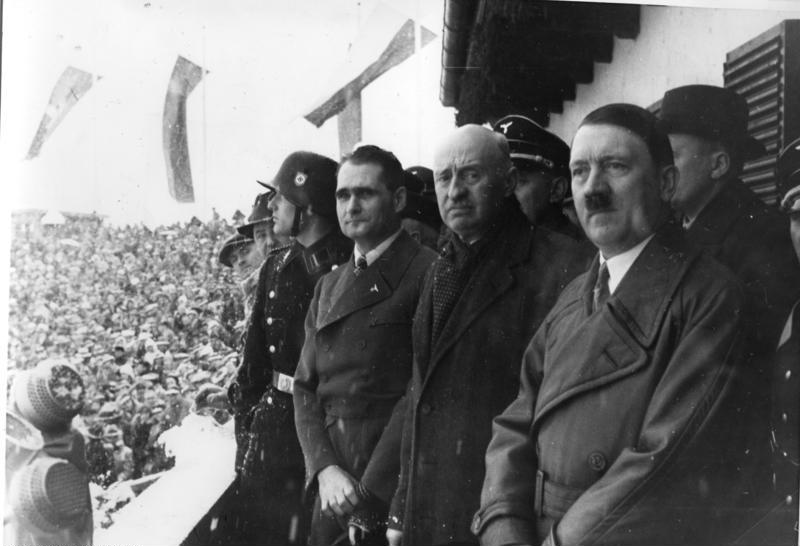
1936년 동계 올림픽 개막식 (왼쪽부터 차례대로 루돌프 헤스, 앙리 드 바예라투르 IOC 위원장, 아돌프 히틀러)

| 순위 | 국가       | 금메달 | 은메달 | 동메달 | 합계 |
| ---- | ---------- | ------ | ------ | ------ | ---- |
| 1    | 노르웨이   | 7      | 5      | 3      | 15   |
| 2    | 독일       | 3      | 3      | 0      | 6    |
| 3    | 스웨덴     | 2      | 2      | 3      | 7    |
| 4    | 핀란드     | 1      | 2      | 3      | 6    |
| 5    | 스위스     | 1      | 2      | 0      | 3    |
| 6    | 오스트리아 | 1      | 1      | 2      | 4    |
| 7    | 영국       | 1      | 1      | 1      | 3    |
| 8    | 미국       | 1      | 0      | 3      | 4    |
| 9    | 캐나다     | 0      | 1      | 0      | 1    |
| 10   | 프랑스     | 0      | 0      | 1      | 1    |
| 10   | 헝가리     | 0      | 0      | 1      | 1    |

| 동계 올림픽         |                                              |                                               |
| 이전 대회           | 1936년 동계 올림픽 가르미슈파르텐키르헨 1936 | 다음 대회                                     |
| 레이크플래시드 1932 | 1936년 동계 올림픽 가르미슈파르텐키르헨 1936 | 삿포로-장크트모리츠-가르미슈파르텐키르헨 1940 |